# Cambrils
Cambrils ist eine Ortschaft mit 36.849 Einwohnern (Stand: 2024) wenige Kilometer westlich von Tarragona im Herzen der Costa Daurada in der autonomen Region Katalonien, Spanien gelegen. Cambrils hat eine lange Tradition als Fischerdorf.
Die Stadt wurde von den Römern gegründet, die sie Oleastrum („Stadt des Olivenöls“) nannten. Viele Epochen lang diente sie verschiedenen Kulturen als strategisch günstig gelegener Ort.
Hauptwirtschaftszweig ist der Tourismus. Der Hafen dient hauptsächlich als Sportboothafen, es findet sich aber auch immer noch eine kleine Fischereiflotte, die werktäglich gegen 16 Uhr einläuft. Die Sortierung des Fanges ist direkt im Hafen zu beobachten.
Die traditionelle lokale Gastronomie basiert auf der mediterranen Küche, abgerundet durch Weine aus den Anbaugebieten Priorat, Penedès, Tarragona, Montsant und Terra Alta.
Die nächstliegenden Ortschaften von kultureller Bedeutung sind:
- Tarragona (Kulturerbe der Menschheit UNESCO),
- Montblanc mit seinem mittelalterlichen Stadtkern,
- das Kloster Poblet an der Zisterzienserroute Ruta del Cister,
- Reus, die Wiege des Modernisme (des katalanischen Jugendstils). Diese Gegend diente Künstlern wie Gaudí, Miró, Picasso und vielen anderen als Eingebungsquelle.
- Mont-roig del Camp, die Heimat der Familie von Joan Miró, wo neben dem Kunstzentrum die Altstadt besichtigt werden kann.

Cambrils war ein Tatort im Zusammenhang mit dem Terroranschlag in Barcelona am 17. August 2017.

## Persönlichkeiten
- Francisco de Asís Vidal y Barraquer (1868–1943), römisch-katholischer Geistlicher, Erzbischof von Tarragona 1919–1943
- Franc Artiga (* 1976), Fußballtrainer
- Estanis Pedrola (* 2003), Fußballspieler
- Enric Llansana (* 2001), Fußballspieler